# Волгоградский государственный институт искусств и культуры
Волгоградский государственный институт искусств и культуры — является одним из первых в России, государственным высшим учебным заведением культуры и искусств, объединяющим детскую школу искусств, училище и вуз.

## Деятельность
Особенностью учебной работы во ВГИИК является её тесная связь с творчеством. Помимо «классических» лекций, семинаров, практических и лабораторных занятий, кроме традиционных индивидуальных и мелкогрупповых занятий по исполнительским дисциплинам, лекции и семинары по общеобразовательным и гуманитарным дисциплинам нередко содержат элементы художественного творчества и социально-культурной деятельности. Многие преподаватели вуза во время занятий по своему предмету используют такие нестандартные для общеобразовательных дисциплин формы, как лекция — беседа, лекция — консультация, мастер-класс по сквозной теме обозначенной проблематики, семинар — дискуссия, семинар — конкурс, семинар в виде круглого стола, деловая игра и творческая лаборатория. Подобные формы обучения, нацеленные на развитие творческого восприятия даже теоретического предмета, способствуют не только лучшему усвоению знаний по дисциплине, но и более содержательной подготовке будущего специалиста конкретной художественной профессии. Помимо всего прочего, на занятиях активно используются инновационные технологии, обучающие возможности компьютерных презентаций, электронных учебных пособий и книг.
Наряду с учебной работой, во ВГИИК ведется интенсивная научно-исследовательская работа, результаты которой отражены в монографиях, научных публикациях, учебных пособиях, методических рекомендациях и др., подготовленных преподавателями института, которые используются в учебном процессе, при подготовке курсовых и дипломных проектов, а также являются предметом обсуждения на конференциях различного уровня, инициированных вузом. Основные направления научных исследований и творческих работ ВГИИК — «Наука, искусство, образование в культуре III тысячелетия», «Трехступенчатая система подготовки специалистов в вузе искусств и культуры», «Современные творческие школы». Ежегодно в декабре проходят научные конференции в рамках «Недели науки и творчества студентов и преподавателей ВГИИК», посвященной дню основания вуза (16 декабря), в мае-июне проводятся студенческие конференции «Искусство, культура, образование глазами студентов», «Основные тенденции развития библиотек и библиотечного дела в России в начале XIXвека» и др. По итогам научных мероприятий издаются сборники статей.
Вуз проводит значительную работу по оказанию помощи музыкальным школам и училищам, творческим коллективам области. Эта помощь представляет собой методическую поддержку по разработке и рецензированию учебных программ, а также практическую помощь в области преподавания в форме мастер — классов.
В вузе работает немало исполнительских коллективов, которые уже зарекомендовали себя в области. Среди них следует назвать такой учебный коллектив, как студенческий духовой оркестр под руководством доцента кафедры оркестровых инструментов А. П. Смирнова. Не менее известными являются оркестр народных инструментов под руководством доцента кафедры народных инструментов Ю. Н. Голоднюка, сводный народный хор кафедры народного хорового и сольного пения под руководством профессора Б. И. Борисенко, камерный оркестр под управлением доцента кафедры оркестровых инструментов Ю. М. Ильинова и др.
Гордость института — фольклорный ансамбль старинной казачьей песни «Станица», лауреат многих международных и всероссийских конкурсов и фестивалей. Его известность выходит далеко за пределы региона и страны. Помимо концертной деятельности, ансамбль ведет фольклорно-этнографическую экспедиционную работу по сбору старинных казачьих песен. Руководителями ансамбля являются заслуженные работники культуры РФ, профессор О. Г. Никитенко и доцент А. В. Кияшко.
Чрезвычайно актуальна для Волгоградской области проблема восполнения кадрового потенциала путём профессиональной переподготовки и повышения квалификации специалистов. С целью более эффективной работы по повышению квалификации работников искусств и социально-культурной сферы в институте был открыт факультет дополнительного образования (с 2000 года), где обучается ежегодно более 100 человек.
Весьма важным для решения кадровой проблемы отрасли культуры и искусства в Волгоградской области представляется работа института в рамках программы целевой контрактной подготовки специалистов с высшим и средним профессиональным образованием. С 2003 года во ВГИИК осуществляется набор студентов в группы при уже работающих в городе и области творческих коллективах. Этой мерой вуз также способствует решению проблемы кадрового обеспечения многих культурных учреждений Волгограда.
Институтом ведется активная работа по укреплению международных связей и партнерских отношений с творческими коллективами и учебными заведениями ближнего и дальнего зарубежья (Республика Беларусь, Украина, Южная Корея и др.).
С 2009 года ГОУ ВПО «Волгоградский государственный институт искусств и культуры» является участником Федерального Реестра «Всероссийская Книга Почета».

## История
История ГОУ ВПО «Волгоградский государственный институт искусств и культуры» начинается с 30-х годов XX века. Прародителем вуза можно считать созданную 1 января 1949 года в г. Урюпинске областную культпросветшколу по подготовке специальных кадров для районных домов культуры, колхозно-совхозных клубов, красных уголков, сельских библиотек. В 1958 году, после ликвидации Урюпинской школы по решению Управления культуры исполкома облсовета г. Сталинграда, учащиеся были переведены в Сталинградскую областную культпросветшколу, находящуюся в современном здании института. Школа впоследствии была преобразована в Волгоградское культурно-просветительное училище, которое позднее переименовано в Волгоградское училище культуры. На базе последнего в 1992 году был создан Волгоградский филиал Самарского государственного института искусств и культуры, впоследствии переименованный в Волгоградский филиал Самарской государственной академии культуры и искусств. ГОУ ВПО «Волгоградский государственный институт искусств и культуры» является правопреемником Волгоградского филиала Самарской государственной академии культуры и искусств.

## Руководство
Исполняющий обязанности ректора Волгоградского государственного института искусств и культуры — Луконина Оксана Игоревна, доктор искусствоведения, профессор

##### ФАКУЛЬТЕТ ИСКУССТВ
Декан факультета искусств — профессор Котова Марина Ивановна
Кафедра вокального искусства
Исполняющий обязанности зав. кафедрой — профессор Мещерякова Наталья Ивановна
Кафедра традиционной культуры и народного инструментального исполнительства
Исполняющий обязанности зав. кафедрой — кандидат педагогических наук, профессор Винская Лариса Валентиновна
Кафедра фортепиано
Исполняющий обязанности зав. кафедрой — профессор Мерлина Виктория Николаевна
Кафедра оркестрового исполнительства
Исполняющий обязанности зав. кафедрой — профессор Шитова Оксана Анатольевна
Кафедра истории и теории музыки
Исполняющий обязанности зав. кафедрой — профессор Бегичева Ольга Викторовна
Кафедра народного вокального искусства и дирижирования
Исполняющий обязанности зав. кафедрой — доцент Гетманцева Наталья Борисовна
ФАКУЛЬТЕТ ХУДОЖЕСТВЕННОГО ТВОРЧЕСТВА
Декан факультета художественного творчества — доцент Башкатова Светлана Николаевна
Кафедра актерского мастерства
Исполняющий обязанности зав. кафедрой — доцент Алешин Сергей Александрович
Кафедра режиссуры
Исполняющий обязанности зав. кафедрой -
Кафедра хореографии
Зав. кафедрой — заслуженный деятель искусства РФ, профессор Миронова Татьяна Петровна
Кафедра декоративно-прикладного искусства
Исполняющий обязанности зав. кафедрой — профессор Новиков Федор Станиславович
ФАКУЛЬТЕТ СОЦИАЛЬНО-КУЛЬТУРНОЙ ДЕЯТЕЛЬНОСТИ
Декан факультета социально-культурной деятельности — доктор филологических наук, профессор Калёнова Наталья Алексеевна
Кафедра социально-культурной деятельности
Исполняющий обязанности зав. кафедрой — доцент, кандидат философских наук Шипулина Наталья Борисовна
Кафедра библиотечно-информационной деятельности
Зав. кафедрой — кандидат педагогических наук, доцент Улановская Наталья Сергеевна
Кафедра психологии, педагогики и физического воспитания
Зав. кафедрой — кандидат экономических наук, доцент Сырбу Анжелика Николаевна
Кафедра философии, истории, теории искусств и культуры
Зав. кафедрой — кандидат искусствоведения, профессор Разаков Вячеслав Хакимович
Кафедра русского, иностранных языков и литературы
Зав. кафедрой — кандидат педагогических наук, профессор Исакович Екатерина Александровна